# Club Bàsquet Cornellà
Il Club Bàsquet Cornellà, comunemente noto oggi in base alla sua sponsorizzazione come WTC Almeda Park Cornellà, è un club di basket professionistico di Cornellà de Llobregat in Catalogna. Il club attualmente milita nella Liga LEB Oro.

## Rosa 2009-2010
| N° | Naz.                   | Ruolo | Sportivo       |  | Alt. | Peso |
| -- | ---------------------- | ----- | -------------- |  | ---- | ---- |
|    | Spagna (bandiera)      | P     | Xavi Rabaseda  |  |      |      |
|    | Francia (bandiera)     | AG    | Mamadou Samb   |  |      |      |
|    | Spagna (bandiera)      | P     | Dani Pérez     |  |      |      |
|    | Spagna (bandiera)      | P     | Álex Hernández |  |      |      |
|    | Senegal (bandiera)     | C     | Papa Abdoulaye |  | 208  |      |
|    | Spagna (bandiera)      | AP    | César Bravo    |  |      |      |
|    | Stati Uniti (bandiera) | C     | Robert Joseph  |  | 203  |      |